# Саттыбаев, Олжас Косемалиевич
Саттыба́ев, Олжа́с Косемалиевич (род. 2 мая 1988 года) — казахстанский боксёр-любитель. Мастер спорта Республики Казахстан международного класса, участник Олимпийских игр (2016), чемпион Азии (2015), бронзовый призёр чемпионата Азии (2009), чемпион мира среди военнослужащих (2014), чемпион Казахстана в любителях.
Происходит из племени ысты.

## Карьера
Чемпион мира среди кадетов (Великобритания, Ливерпуль — 2005)
Серебряный призёр чемпионата мира среди молодежи (Марокко, Агадир — 2006)
Четырёхкратный чемпион международного турнира им. генерала Сагадата Нурмагамбетова (2008, 2009, 2011, 2013),
Трёхкратный чемпион Республики Казахстан (2008, 2009, 2014)
Участник чемпионатов мира 2009, 2011, 2015.
Бронзовый призёр чемпионата Азии (Китай, Чжухай — 2009). В полуфинале уступил китайцу Ли Чао.
Чемпион мира среди военнослужащих (Алматы, июнь 2014).
Чемпион Федерации бокса Республики Казахстан (2014)
Чемпион (WSB) Всемирной серии бокса (2015) в составе полупрофессиональной казахстанской команды «Astana Arlans».
Чемпион Азии (Таиланд, Бангкок — сентябрь 2015). В финале одержал победу над вице-чемпионом Азии-2013 узбеком Шахобиддином Зоировым.
На Олимпиаде в Рио-де-Жанейро Олжас в 1/8 финала уступил спорным решением судей чемпиону Европейских игр 2015 года азербайджанцу Эльвину Мамишзаде, который вылетел в четвертьфинале, проиграв будущему чемпиону Олимпиады Шахобиддину Зоирову.
В седьмом сезоне (2017) Всемирной серии бокса Саттыбаев избран капитаном команды «Astana Arlans», которая в третий раз стала чемпионом WSB.